# 1989 في السودان
فيما يلي قوائم الأحداث التي وقعت خلال عام 1989 في السودان.

## سياسة

### تعيين في المنصب
- 30 يونيو – عمر البشير رئيس السودان، رئيس السودان.

### انتهاء فترة المنصب
- 30 يونيو – أحمد الميرغني رئيس السودان.
- 30 يونيو – الصادق المهدي رئيس وزراء السودان.

## مواليد

### يونيو
- 21 يونيو – أبو بكر كاكي[1]

## وفيات

### أغسطس
- 23 أغسطس – محمد عبد الحي (مواليد 1944)